# Athol (Idaho)
Athol és una població dels Estats Units a l'estat d'Idaho. Segons el cens del 2000 tenia 676 habitants.

## Demografia
Segons el cens del 2000, Athol tenia 676 habitants, 255 habitatges, i 186 famílies. La densitat de població era de 330,4 habitants per km².
Dels 255 habitatges en un 36,9% hi vivien nens de menys de 18 anys, en un 54,9% hi vivien parelles casades, en un 12,2% dones solteres, i en un 26,7% no eren unitats familiars. En el 20,8% dels habitatges hi vivien persones soles el 7,5% de les quals corresponia a persones de 65 anys o més que vivien soles. El nombre mitjà de persones vivint en cada habitatge era de 2,64 i el nombre mitjà de persones que vivien en cada família era de 2,98.
Per edats la població es repartia de la següent manera: un 29,6% tenia menys de 18 anys, un 6,5% entre 18 i 24, un 31,5% entre 25 i 44, un 20,4% de 45 a 60 i un 12% 65 anys o més.
L'edat mediana era de 34 anys. Per cada 100 dones de 18 o més anys hi havia 103,4 homes.
La renda mediana per habitatge era de 30.595 $ i la renda mediana per família de 31.875 $. Els homes tenien una renda mediana de 28.438 $ mentre que les dones 17.813 $. La renda per capita de la població era de 13.632 $. Aproximadament l'11% de les famílies i el 14,5% de la població estaven per davall del llindar de pobresa.

## Poblacions properes
El següent diagrama mostra les poblacions més properes.